# Bogusław Grabowski
Bogusław Grabowski (ur. 15 listopada 1959 w Łodzi) – polski ekonomista, menedżer, były wicewojewoda łódzki i członek Rady Polityki Pieniężnej I kadencji (1998–2004).

## Życiorys
Absolwent XII Liceum Ogólnokształcącego im. Stanisława Wyspiańskiego w Łodzi. W 1984 ukończył studia na Uniwersytecie Łódzkim (ekonometria i statystyka), a w 1991 ekonomię na University of Windsor w Kanadzie. W 1992 uzyskał stopień doktora nauk ekonomicznych. Od 1985 był pracownikiem Uniwersytetu Łódzkiego w Katedrze Ekonomii (m.in. jako adiunkt). Pod koniec lat 80. odbywał staże naukowe w Departamencie Analiz i Prognoz Ekonomicznych Narodowego Banku Polskiego oraz na Uniwersytecie Sussex w Wielkiej Brytanii. Brał udział w różnych programach badawczych, publikował prace z zakresu polityki pieniężnej, systemu bankowego i teorii bilansu płatniczego. Zajmuje się także teorią makroekonomii.
W latach 1989–1990 był głównym specjalistą w departamencie ekonomicznym Powszechnego Banku Gospodarczego w Łodzi. W 1993 pełnił funkcję wicewojewody łódzkiego, pracował w Międzyresortowym Zespole ds. Restrukturyzacji Regionu Łódzkiego; opracowywał program restrukturyzacji regionu. W latach 1993–1997 zajmował stanowisko wiceprezesa i następnie prezesa zarządu banku LG Petrobank.
W 1997 był członkiem komitetu założycielskiego Ruchu Społecznego AWS. Od 1998 do 2004 z rekomendacji Akcji Wyborczej Solidarność zasiadał w Radzie Polityki Pieniężnej I kadencji. W 2000 był wymieniany jako ewentualny kandydat na urząd premiera w miejsce Jerzego Buzka w ramach koalicji AWS-UW.
W 2004 został prezesem zarządu PTE Skarbiec-Emerytura, a w 2006 prezesem zarządu Skarbiec AMH. Wchodził w skład powołanej przez premiera Donalda Tuska Rady Gospodarczej.

## Odznaczenia
- Odznaka honorowa „Za zasługi dla bankowości Rzeczypospolitej Polskiej” (2003)[4]